# Espèce en danger critique

Symbole « en danger critique » de la liste rouge de l'UICN.

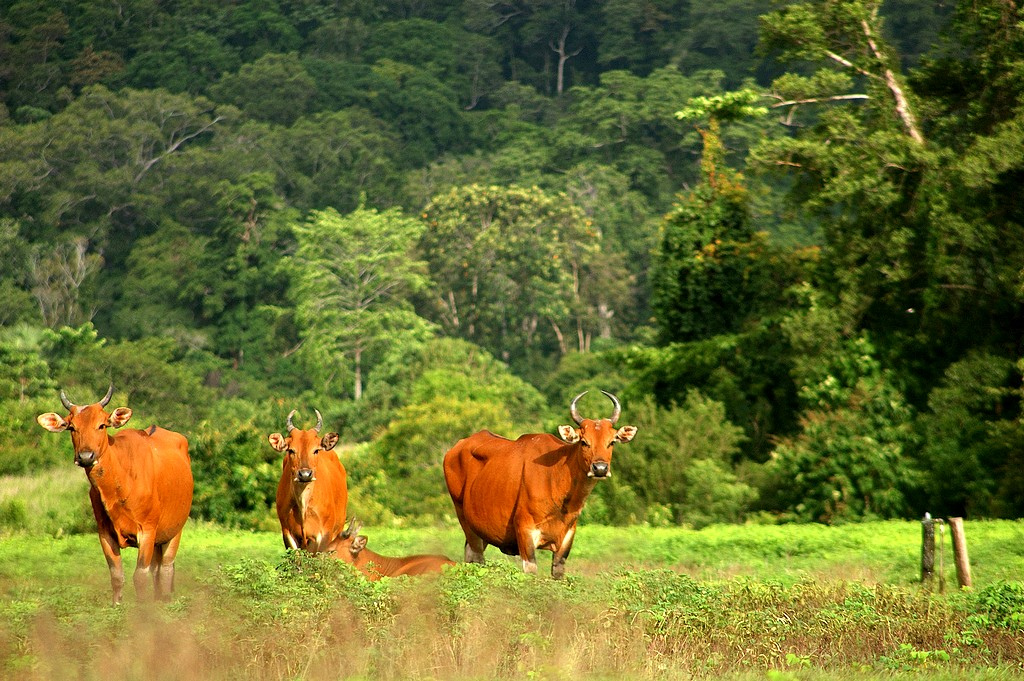
Bantengs (en danger critique d'extinction). La sous-espèce domestiquée est évaluée séparément.

Une espèce en danger critique (ou en danger critique d'extinction) est un statut de conservation qui désigne toute espèce en péril exposée à une disparition ou à une extinction imminente. C'est le dernier niveau de risque avant l'extinction de l'espèce à l'état sauvage.
Plusieurs organismes se proposent d'évaluer le niveau de menace sur les différentes espèces (UICN, COSEPAC, etc.) et une espèce peut donc être considérée comme en danger critique par l'un mais pas par les autres. 878 espèces auraient totalement disparu. Des études portent sur les traits propres aux espèces qui disparaissent et sur les facteurs de vulnérabilités (causes de disparition qui peuvent varier selon l'espèce)

## Définition de l'Union internationale pour la conservation de la nature
Pour être ajoutée à la Liste Rouge des Espèces en Danger Critique d'Extinction, une espèce doit remplir n'importe lequel des critères suivants (A-E) ("3G/10A" signifie trois générations ou 10 ans — ce qui est plus long —, avec un maximum de 100 ans ; "IM" signifie Individus Matures) :
ARéduction de la taille de population :
1. Si les causes de la réduction de population ne sont plus d'actualité et peuvent être inversées, il faut que la population ait connu une réduction d'au moins 90% ;
2. 3. et 4. Sinon, la population doit avoir connu une réduction d'au moins 80%.
BLe phénomène se produit sur une surface inférieure à 100 km² ou l'aire d'occupation est inférieure à 10 km² :
1. Une brutale fragmentation de l’habitat ou un habitat réduit à un seul lieu ;
2. Un déclin en termes de nombre d’individus, aire d’occupation, aire / ampleur / qualité de l’habitat, nombre de lieux / sous-populations, ou nombre d’IM ;
3. D'extrêmes fluctuations en termes de nombre d’individus, aire d’occupation, nombre de lieux / sous-populations, ou nombre d'IM.
CDéclin d'une population de moins de 250 IM et soit :
1. Un déclin de 25% sur 3G/10A ;
2. D'extrêmes fluctuations, ou plus de 90% des IM appartenant à une seule sous-population, ou moins de 50 IM dans n’importe laquelle des sous-populations.
DDéclin d'une population de moins de 50 IM
EAu moins 50% de risque de devenir une espèce éteinte à l'état sauvage, sur les prochaines 3G/10A.
Début 2019, la liste de l'UICN comptait 5 816 espèces en danger critique d'extinction. Parmi celles-ci, on compte 2 878 espèces de végétaux et 2 933 espèces d'animaux. Une liste des cent espèces les plus menacées a également été établie en 2012.

## Statistiques par groupes de l'UICN
Les chiffres suivants ne tiennent pas compte des espèces classées dans la catégorie « données insuffisantes ».

### Mammifères
En ce qui concerne les mammifères, 188 espèces sur 5 487 étaient considérées en danger critique d'extinction dans le monde en 2008, mais ce chiffre pourrait être supérieur en raison du fait que 836 mammifères étaient classés dans la catégorie « données insuffisantes ». Sur 188 espèces de primates, 64 sont en danger critiques d'extinction.

### Oiseaux
En ce qui concerne les oiseaux, 225 espèces sur 11 121 recensées étaient considérées en danger critique d'extinction dans le monde en 2016.

### Amphibiens
Les amphibiens sont le groupe le plus menacé : sur 6 285 amphibiens que comptait la planète en 2009, 484 étaient en danger critique d'extinction. Dix ans plus tard, ce nombre s'élevait déjà à 550.

## Quelques exemples
Quelques espèces classées comme « en danger critique d'extinction » par l'UICN :
Primates
- Gibbon de Hainan de 25 à 28 individus
- Grand Hapalémur 526 individus
- Gorille de l'Est
- Gorille de l'Ouest de 80 000 à 100 000 individus
- Orang-outan de Sumatra 14 064
- Rhinopithèque du Tonkin

Autres mammifères
- Addax
- Âne sauvage d'Afrique et âne sauvage de Somalie
- Chameau sauvage de Tartarie
- Chat d'Iriomote
- Dorcopsis noir
- Marsouin du golfe de Californie, moins de 50 individus
- Rhinocéros de Java, environ 40 individus
- Rhinocéros de Sumatra, moins de 250 individus
- Roussette de Nouvelle-Guinée

Oiseaux
- Albatros de Tristan
- Albatros des Galapagos
- Albatros d'Amsterdam
- Bécasseau spatule, une centaine de couples
- Canard de Laysan
- Condor de Californie
- Ibis chauve, environ 200 à 250 individus adultes
- Kakapo
- Pic d'Okinawa
- Pithécophage des Philippines
- Sterne d'Orient

Reptiles
- Crocodile du Siam
- Crocodile des Philippines
- Iguane terrestre de la Jamaïque

Amphibiens
- 71 espèces du genre Atelopus
- Lithobates sevosus, 60 à 100 individus
- Neurergus kaiseri

Poissons
- Ange de mer commun
- Anguille d'Europe
- Apron du Rhône

Mollusques
- Margaritifera marocana

Insectes
- Risiocnemis seidenschwarzi

Végétaux
- Aporosa fusiformis
- Bois d'éponge
- Dipterocarpus lamellatus, 12 individus
- Elaeocarpus bojeri, moins de 10 individus
- Euphorbia tanaensis, 4 individus adultes
- Ficus katendei, une cinquantaine d'individus adultes
- Gigasiphon macrosiphon, 33 individus
- Magnolia wolfii, moins de 5 individus
- Pinus squamata, moins de 25 individus

## Espèces en danger critique d'extinction décrites dans la Wikipédia francophone
Consulter Catégorie:Statut UICN En danger critique d'extinction